# Strada provinciale 54 Lughese
La strada provinciale 54 Lughese è una strada provinciale italiana della città metropolitana di Bologna.

## Percorso
La strada è interamente compresa in due comuni: Imola e Mordano. Geograficamente, il tracciato è interamente pianeggiante e segue l'andamento del Santerno, tenendosi alla sinistra del fiume.

Ha inizio nella parte orientale di Imola (quartiere Campanella), poi lambisce le frazioni di Chiusura (a sinistra) e San Prospero (a destra). Attraversa in seguito il paese di Mordano; proseguendo verso nord supera il Canale Emiliano Romagnolo e giunge al confine con la provincia di Ravenna. La strada prosegue con la denominazione SP 12 «Massa Lombarda (S. Lucia)».